# Pärnu (grad)
Pärnu (njem. Pernau, rus. Пярну) je grad u jugozapadnoj Estoniji na obali zaljeva Pärnu dijelu Riškog zaljeva na Baltičkom moru. Glavni je grad okruga Pärnumaa. Pärnu je popularano ljetno odmorišno naselje s brojnim hotelima, restoranima i velikim plažama. Rijeka Pärnu teče kroz grad i utječe u Riški zaljev. 
Peronu (njem. Alt-Pernau, est. Vana-Parnu) je osnovao biskup Ösel-Wiek oko 1251. godine, a uništena je oko 1600. Drugi grad, Embeke (kasnije njem. Neu-Pernau, est. Uus-Parnu) osnovan je od strane Livonskog reda. Embeke, onda poznat pod njemačkim nazivom Pernau, bio je član Hanze i važna luka za Livoniju. Poljsko-Litavska Unija, Švedska i Rusko carstvo su držali kontrolu nad gradom tijekom idućih stoljeća. Grad je postao dio nezavisne Estonije 1918. godine nakon Prvog svjetskog rata. S ostatkom Estonije kasnije ulazi u sastav SSSR-a, te konačno 1991. godine u današnju državu Estoniju. 
Pärnu je poznato međunarodno lječilište s blatnim kupkama. Većina gostiju su Finci i Estonci. Danas je Parnu najpopularnije odredište zdravstvenog turizma u Estoniji. Od 1996. Pärnu je poznat kao estonska ljetna prijestolnica.
FC Pärnu Vaprus se natječe u drugoj estonskoj nogometnoj ligi – Esiliiga.

## Galerija
- Stari grad noći
- Luteranska crkva
- Ruska pravoslavna crkva
- Gradska plaža
- Video snimljen dronom (2022.)

## Vanjske poveznice
- Službena web-stranica  Arhivirana inačica izvorne stranice od 28. lipnja 2009. (Wayback Machine)

|  | Zajednički poslužitelj ima još gradiva o temi Pärnu (grad) |